# Raimundo Pereira
Raimundo Pereira (1955. február 9. – ) bissau-guineai ügyvéd és politikus, az Országos Népgyűlés elnöke 2008. december 22-től, e minőségben két ízben is Bissau-Guinea ideiglenes elnöke: először 2009-ben, João Bernardo Vieira meggyilkolása után, majd 2012. január 9-től, miután a 2009-ben beiktatott Malam Bacai Sanhá hosszan tartó betegség következtében egy párizsi klinikán elhunyt.
2012. április 12-én az elnökválasztások két fordulója között a hadsereg egy csoportja a vezérkari főnök helyettesének vezetésével államcsínyt hajtott végre. Pereirát letartóztatták, a volt miniszterelnökkel, az elnökválasztás nagy esélyesének tartott Carlos Gomes Juniorral együtt. Április 27-én a letartóztatott személyeket kiengedték a börtönből, s szabadon távozhattak Elefántcsontpartba.